# Конро (Техас)
Конро (англ. Conroe) — місто (англ. city) в США, в окрузі Монтгомері штату Техас. Населення — 89 956 осіб (2020).

## Географія
Конро розташоване за координатами 30°18′58″ пн. ш. 95°28′12″ зх. д. / 30.31611° пн. ш. 95.47000° зх. д. (30.316017, -95.469993).  За даними Бюро перепису населення США в 2010 році місто мало площу 137,71 км², з яких 136,53 км² — суходіл та 1,18 км² — водойми. В 2017 році площа становила 182,20 км², з яких 180,35 км² — суходіл та 1,86 км² — водойми.

### Клімат
| Клімат : Конро                               | Клімат : Конро | Клімат : Конро | Клімат : Конро | Клімат : Конро | Клімат : Конро | Клімат : Конро | Клімат : Конро | Клімат : Конро | Клімат : Конро | Клімат : Конро | Клімат : Конро | Клімат : Конро | Клімат : Конро |
| Показник                                     | Січ.           | Лют.           | Бер.           | Квіт.          | Трав.          | Черв.          | Лип.           | Серп.          | Вер.           | Жовт.          | Лист.          | Груд.          | Рік            |
| Абсолютний максимум, °C                      | 28,9           | 32,8           | 35,6           | 36,7           | 37,8           | 40,6           | 41,7           | 42,8           | 43,3           | 38,9           | 34,4           | 31,7           | 43,3           |
| Середній максимум, °C                        | 16,1           | 18,0           | 22,3           | 25,8           | 29,7           | 32,6           | 34,2           | 34,6           | 31,5           | 27,0           | 21,8           | 16,7           | 25,9           |
| Середня температура, °C                      | 10,4           | 12,3           | 16,2           | 20,0           | 24,1           | 27,2           | 28,4           | 28,7           | 25,7           | 21,0           | 15,8           | 10,9           | 20,1           |
| Середній мінімум, °C                         | 4,7            | 6,5            | 10,1           | 14,2           | 18,6           | 21,7           | 22,7           | 22,7           | 19,8           | 15,0           | 9,9            | 5,1            | 14,3           |
| Абсолютний мінімум, °C                       | −15            | −14,4          | −7,8           | −1,7           | 4,4            | 8,3            | 13,9           | 13,9           | 6,1            | −3,3           | −6,1           | −16,1          | −16,1          |
| Норма опадів, мм                             | 98             | 88             | 83             | 74             | 125            | 134            | 78             | 92             | 95             | 146            | 129            | 98             | 1239           |
| Днів з опадами                               | 9              | 9              | 8              | 7              | 6              | 8              | 9              | 7              | 7              | 7              | 8              | 10             | 94             |
| -------------------------------------------- | -------------- | -------------- | -------------- | -------------- | -------------- | -------------- | -------------- | -------------- | -------------- | -------------- | -------------- | -------------- | -------------- |
| Джерело: NOAA (precipitation days 2000-2017) |                |                |                |                |                |                |                |                |                |                |                |                |                |

## Демографія
Згідно з переписом 2010 року, у місті мешкало 56 207 осіб у 20 017 домогосподарствах у складі 13 086 родин. Густота населення становила 408 осіб/км².  Було 22215 помешкань (161/км²).
Расовий склад населення:
| - 69,7 % — білих - 10,3 % — чорних або афроамериканців - 1,8 % — азіатів - 1,2 % — корінних американців - 13,7 % — осіб інших рас |

До двох чи більше рас належало 3,2 %. Частка іспаномовних становила 38,5 % від усіх жителів.
За віковим діапазоном населення розподілялося таким чином: 26,5 % — особи молодші 18 років, 62,6 % — особи у віці 18—64 років, 10,9 % — особи у віці 65 років та старші. Медіана віку мешканця становила 31,5 року. На 100 осіб жіночої статі у місті припадало 102,0 чоловіків;  на 100 жінок у віці від 18 років та старших — 101,1 чоловіків також старших 18 років.
Середній дохід на одне домашнє господарство  становив 64 608 доларів США (медіана — 47 680), а середній дохід на одну сім'ю — 74 788 доларів (медіана — 54 728). Медіана доходів становила 41 806 доларів для чоловіків та 34 167 доларів для жінок. За межею бідності перебувало 19,3 % осіб, у тому числі 25,7 % дітей у віці до 18 років та 9,1 % осіб у віці 65 років та старших.
Цивільне працевлаштоване населення становило 29 426 осіб. Основні галузі зайнятості: освіта, охорона здоров'я та соціальна допомога — 21,7 %, роздрібна торгівля — 13,5 %, науковці, спеціалісти, менеджери — 11,2 %, мистецтво, розваги та відпочинок — 9,6 %.